# Gesneria zeziana
Gesneria zeziana là một loài thực vật có hoa trong họ Tai voi. Loài này được Kitan. mô tả khoa học đầu tiên năm 1979.